# 세븐스이닝 스트레치

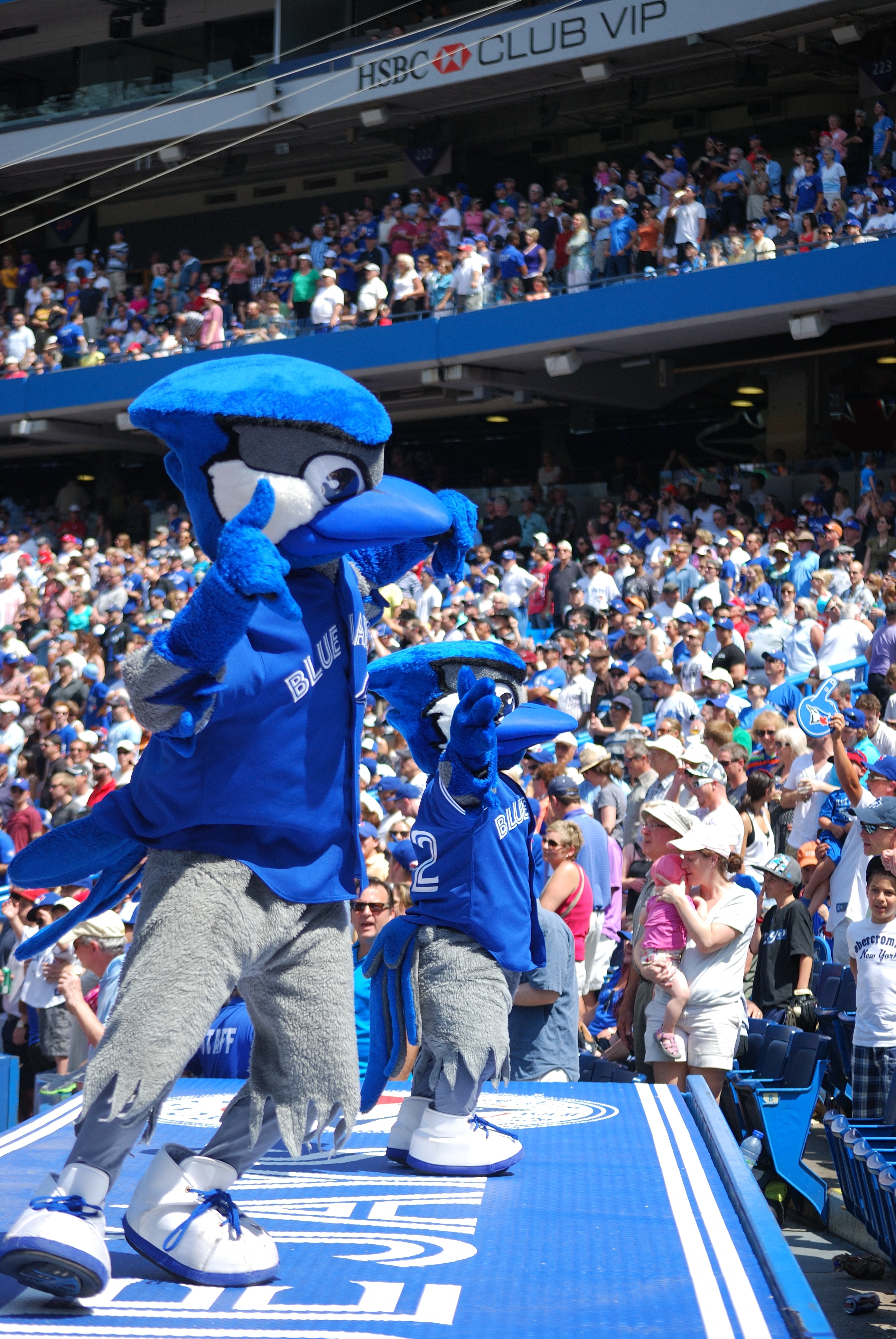
세븐스이닝 스트레치 중인 마스코트와 팬

세븐스이닝 스트레치(영어: seventh-inning stretch)은 미국의 캐나다의 야구에서 7회 초가 끝나고 하는 스트레치다. 일반적으로 팬들이 일어나서 팔과 다리를 뻗고 때로는 걸어다닌다. 7회초의 마지막 아웃 이후에는 술 판매가 중단되는 경우가 많기 때문에, 경기 후반 간식이나 알코올 음료를 구매하기에 인기 있는 시간이다. 이 스트레칭은 선수들의 짧은 휴식 시간이기도 하다.
메이저 리그 야구의 대부분 구장은 "Take Me Out to the Ball Game"을 관중들이 따라 부른다.